# Référendum liechtensteinois de 1935
 (août 2025).
Un référendum facultatif a lieu au Liechtenstein le 30 mai 1935. 

## Contenu
Le référendum porte sur un changement de mode de scrutin, de manière à passer d'un système électoral majoritaire à un système à la proportionnelle.

## Contexte
Il s'agit d'une initiative populaire en matière constitutionnelle, soutenue en février 1935 par l'Union Patriotique, alors dans l'opposition.
Le seuil de 600 inscrits ayant été atteint, l'initiative est envoyé devant le Landtag dans le cadre de l'article 64.2 de la constitution. Elle est refusée par le Parti progressiste des citoyens, alors majoritaire au Landtag, le 9 mai 1935 par 12 voix contre une et une abstention, entraînant sa mise en votation.

## Résultats
| Choix                           | Votes | %     |
| ------------------------------- | ----- | ----- |
| Pour                            | 1 182 | 47,26 |
| Contre                          | 1 319 | 52,74 |
| Votes blancs et invalides       | 51    | –     |
| Total                           | 2 552 | 100   |
| Inscrits/Participation          | 2 670 | 95,58 |
| Source: Démocratie Directe (de) |       |       |

La proposition est rejetée. Un système proportionnel sera néanmoins mis en place conjointement par le PPC et l'UP quelques années plus tard lors des événements liés aux Élections silencieuses de 1939.